# Gospodin Velikij Novgorod
Gospodin Velikij Novgorod (Господин Великий Новгород) è un film del 1984 diretto da Aleksej Aleksandrovič Saltykov.

## Trama
Il film è ambientato nell'agosto del 1941, quando Novgorod si stava preparando per la difesa. Il comitato cittadino riceve l'ordine di lasciare la città. Vanno clandestini e lì organizzano un movimento partigiano.